# Empresa Nacional del Carbón
Das Empresa Nacional del Carbón (Akronym ENACAR) (zu deutsch: Nationale Kohlegesellschaft) war ein staatliches Kohlebergbauunternehmen in Chile mit Hauptsitz in Lota. Es war das größte Unternehmen, das sich der Gewinnung von Kohle verschrieben hatte und das für die Bergbautätigkeiten (hauptsächlich Steinkohleabbau) verantwortlich war, die im 20. Jahrhundert den Bergbauboom in der Region Biobío auslösten.
Das Dokumentenarchiv der Firma befindet sich in einem Prozess der Öffnung für die Öffentlichkeit.

## Geschichte

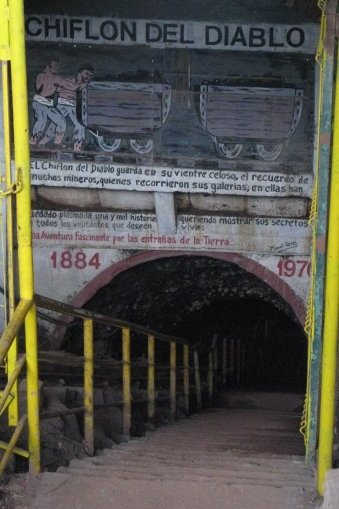
Bergbauschacht Chiflón del Diablo (Bö des Teufels)

### Gründung und Aufstieg
Die Firma begann als Privatunternehmen, das 1852 von Matías Cousiño und Tomás Garland als Cousiño & Garland Company gegründet wurde. Nach einigen Jahren verkaufte Garland seinen Anteil an der Firma an Matías' Sohn Luis Cousiño und benannte die Firma in Sociedad Cousiño e Hijo um. Danach und im Laufe der Jahre erfuhr das Bergbauunternehmen eine Reihe von Änderungen in seiner Organisationsstruktur und seiner Satzung und wurde mehrfach umbenannt. Das Unternehmen war einer der Pioniere im Bergbau im sogenannten „Kohlenbecken“, einem Gebiet im Küstenbereich der Region Biobío in der Nähe des Golfs von Arauco. 1964 fusionierte das Unternehmen mit dem 1859 von Federico Schwager gegründeten Unternehmen zur Carbonífera Lota-Schwager S.A.
Mit dem Geld aus dem Kohlebergbau wurde die Familie Cousiño zu einem wichtigen Wohltäter in Chile und spendete Werke zur Verschönerung der Städte Lota und Santiago de Chile sowie gemeinnützige Werke.
Zwischen den 1940er und 1960er Jahren fotografierte der Wiener Fotograf Ignaz Hochhäusler mehrfach die Aktivitäten der Bergleute in Lota.

### Verstaatlichung und Schließung
Im Dezember 1970, zu Beginn der Regierung von Salvador Allende, begann die Verstaatlichung des Unternehmens, das von der Corporación de Fomento de la Producción (Corfo) übernommen wurde.
1979 während der Militärdiktatur von Augusto Pinochet gründete das Unternehmen die Tochtergesellschaft Carbonífera Schwager, von der es 1987 32,4 % und 1988 schließlich 100 % an Privatunternehmen verkaufte. Die hohen Produktionskosten sowie Verwaltungsprobleme und Unfälle in den Minen führten 1994 zur Schließung des Privatunternehmens.
Schließlich und aufgrund ähnlicher Probleme bei den Produktionskosten sowie des Übergangsprozesses zur Abkehr von Kohle als Brennstoff und zur Ersetzung durch die Stromerzeugung durch erneuerbare Energien (zuerst hauptsächlich Wasserkraft und dann Solar- und Windenergie) führte dies dazu die Aktionärsversammlung von Enacar, angeführt von Corfo als Hauptaktionär, beschließt die endgültige Schließung des Betriebs im 2013 und die anschließende Liquidation des Bergbauunternehmens.

## Architektonisches Erbe
Es gibt ein Projekt, den Bergbaukomplex Lota zum UNESCO-Weltkulturerbe zu erklären. Mehrere dieser in der Vergangenheit von der Firma genutzten, größtenteils verlassenen Bauwerke und Gebäude wurden zu nationalen historischen Denkmälern erklärt.
Derzeit werden einige der Bergbauschächte von Touristen besucht und sind neben dem Stadtpark eine der wichtigsten Sehenswürdigkeiten der Kommune.